# Alexis Vega
Ernesto Alexis Vega Rojas (Cidade do México, 25 de novembro de 1997) é um futebolista mexicano que atua como ponta-esquerda. Atualmente joga pelo Toluca.

## Carreira
Vega fez sua estreia na equipe principal do Toluca em 27 de fevereiro de 2016, entrando como reserva em uma partida do campeonato em casa contra o Pachuca. Em 5 de abril, ele marcou seu primeiro gol profissional pelo Toluca na Copa Libertadores contra o clube equatoriano LDU de Quito, o jogo terminou por 2–1 e o Toluca se classificou para as oitavas de final do torneio.

## Títulos
Toluca
Campeonato Mexicano: Clausura 2025
México
- Copa Ouro: 2019
- Jogos Olímpicos: 2020 (medalha de bronze)
- Liga das Nações da CONCACAF: 2024–25[4]